# カンティーラヴァ・ナラシンハ・ラージャ
カンティーラヴァ・ナラシンハ・ラージャ（Kanthirava Narasimha Raja, 1888年6月5日 - 1940年3月11日）は、南インドのカルナータカ地方、マイソール藩王国の王太弟。同国藩王チャーマ・ラージャ10世の次男、クリシュナ・ラージャ4世の弟、チャーマ・ラージャ11世の父にあたる。

## 生涯
1888年6月5日、マイソール藩王国の君主チャーマ・ラージャ10世の息子として生まれた。
1894年に父王が死亡すると、兄のクリシュナ・ラージャ4世が藩王位を継承したが、ナラシンハ・ラージャは子供のいない彼の王太弟として長らくその地位にあった。
1940年3月11日、ナラシンハ・ラージャはボンベイに滞在中、兄に先立つ形で死亡した。
そのおよそ3ヶ月後、兄クリシュナ・ラージャ4世も死亡し、その養子となっていたナラシンハ・ラージャの息子チャーマ・ラージャ11世が藩王位を継承した。
大正5年（1916年）など、複数回来日している。